# Aleksandra Mikulska

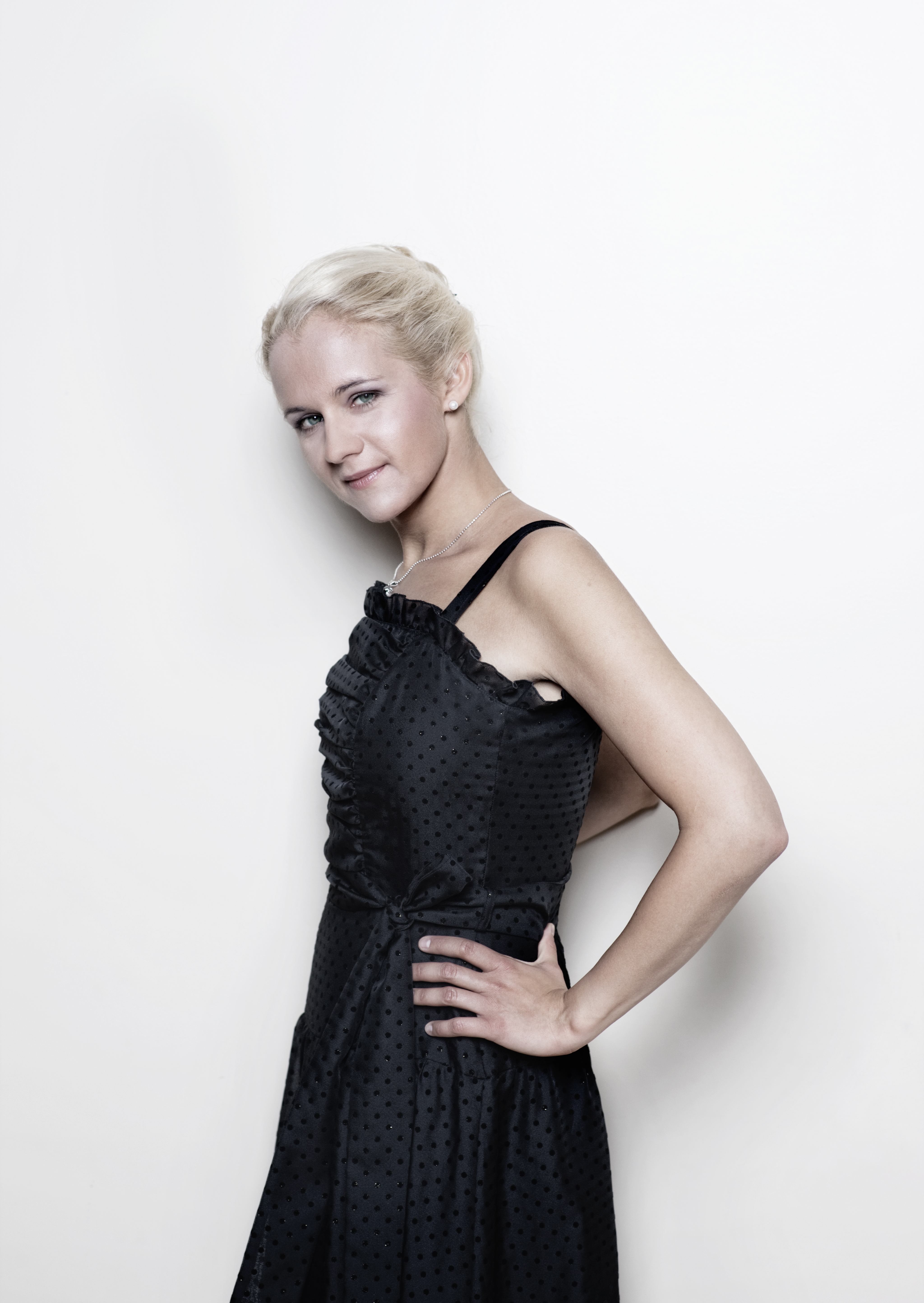
Aleksandra Mikulska

Aleksandra Mikulska (* 17. November 1981 in Warschau) ist eine in Deutschland lebende polnische Pianistin.

## Leben
Aleksandra Mikulska wuchs in ihrer Heimatstadt Warschau auf, wo sie im Alter von 6 Jahren erstmals Klavierunterricht erhielt. Später besuchte sie die Hochbegabtenklasse des polnischen nationalen Musiklyceums Karol Szymanowski. Noch vor ihrem Abitur wurde Peter Eicher von der Hochschule für Musik Karlsruhe auf sie aufmerksam, der sie ab 1997 unterrichtete. Nach ihrem Abitur studierte sie ab dem Jahr 2000 bei Peter Eicher an der Hochschule für Musik Karlsruhe. Ihr Doppelstudium schloss sie im Jahr 2004 – jeweils mit Auszeichnung – als Diplom-Musiklehrerin sowie als Diplom-Musikerin im Künstlerischen Hauptfach Klavier ab.
Aleksandra Mikulska wechselte sodann zu einem pianistischen Meisterstudium an die Accademia Pianistica Internazionale „Incontri col Maestro“ in das italienische Imola. Lasar Berman, Boris Petrushansky sowie Michel Dalberto wurden dort zu ihren wichtigsten Impulsgebern. Nach dem Abschluss dieses Studiums mit Auszeichnung wurde Mikulska in die Meisterklasse von Arie Vardi an der Hochschule für Musik, Theater und Medien Hannover aufgenommen, an der sie ihre pianistische Ausbildung vervollkommnete und ihr Konzertexamen im Jahr 2010 absolvierte.
Mikulska besuchte zahlreiche Meisterkurse, u. a. bei Lev Natochenny, Andrzej Jasiński, Kevin Kenner und Diane Andersen. Sie erhielt Stipendien des polnischen Premierministers und der Alfred Toepfer Stiftung F.V.S.
Konzerteinladungen führten Aleksandra Mikulska in den Wiener Musikverein, das Brucknerhaus Linz, die Tonhalle Zürich, die Philharmonie Essen, den Nikolaisaal Potsdam, das Kurhaus Wiesbaden, das Münchner Künstlerhaus sowie die Nationalphilharmonie Warschau.
Sie gastierte bei internationalen Festivals wie dem MDR-Musiksommer, dem Liszt-Festival-Raiding, der Styriarte, dem Bodenseefestival, dem Usedomer Musikfestival, den Brandenburgischen Sommerkonzerten, dem Hohenloher Kultursommer, dem Festival Murten Classics, dem Pianistenfestival Böblingen, dem Bayreuther Osterfestival, dem Chopin-Festival in Gaming sowie den Klosterkonzerten Maulbronn.
In besonderem Maße widmet sich Mikulska den Kompositionen Frédéric Chopins. Als Präsidentin der Chopin-Gesellschaft in der Bundesrepublik Deutschland e.V. engagiert sie sich für die Wahrung und Förderung der Musik Frédéric Chopins, die Nachwuchsförderung sowie den kulturellen Brückenbau zwischen Deutschland und Polen. Aleksandra Mikulska ist Bösendorfer Artist.
Seit September 2021 ist Mikulska Professorin für Klavier an der Hochschule für Musik Carl Maria von Weber Dresden und gab dort ein beeindruckendes Antrittskonzert.

## Auszeichnungen
- 1998: Erster Preis beim Concorso Internazionale di esecuzione pianistica in Agropoli, Italien.
- 2000: Zweiter Preis beim Concorso Internazionale di Pianoforte „E. Porrino“ in Cagliari, Italien.
- 2002: Dritter Preis beim Concorso Internazionale di Musica „Città di Pinerolo“, Italien.[26]
- 2003: Erster Preis beim Concorso Europeo „Città del Vasto“, Italien.
- 2004: Erster Preis bei der International Competition „Musicians of the new Millenium“ der Jeunesses Musicales in Skopje, Mazedonien.[27]
- 2005: Sonderpreis als beste polnische Pianistin beim XV. Internationalen Frédéric-Chopin-Klavierwettbewerb in Warschau, Polen.[1]
- 2007: Zweiter Preis und Publikumspreis bei der Musica Aeterna International Piano Competition in Wavre, Belgien.[28]

## Diskographie
- 2010: Frédéric Chopin: Sonate h-Moll
- 2011: Expressions: Werke von Joseph Haydn, Karol Szymanowski und Frédéric Chopin
- 2012: Chopin & Szymanowski (live): Werke von Frédéric Chopin und Karol Szymanowski, K&K Verlagsanstalt
- 2013: Frédéric Chopin: Balladen
- 2015: Frédéric Chopin & Franz Liszt: European Melodies
- 2018: Franz Liszt: Souvenirs[29]
- 2020: Reflections: Piano Sonatas by Frédéric Chopin and Franz Liszt